# Austrolebias cheffei
Austrolebias cheffei es una especie de pez ciprinodontiforme de agua dulce integrante del género de rivulinos sudamericanos Austrolebias. Habita en pequeños cuerpos acuáticos temporarios en el centro-este de América del Sur.

## Taxonomía
Austrolebias cheffei fue descrita originalmente en el año 2021 por los ictiólogos Matheus Vieira Volcan, Crislaine Barbosa, Lizandra Jaqueline Robe y Luis Esteban Krause Lanés.
Localidad tipo
La localidad tipo referida es: “pantanos temporales en la llanura aluvial del río Camaquã, en las coordenadas: 31°01′48″S 52°00′32″O / -31.03000, -52.00889, sistema de la laguna de los Patos, municipio de Cristal, estado de Río Grande del Sur, Brasil”.
Holotipo
El ejemplar holotipo designado es el catalogado como: MCP 54437; se trata de un espécimen macho adulto el cual midió  30,8 mm de longitud estándar. Fue capturado por L. E. K. Lanés y B. Klotzel el 28 de octubre de 2015.
Etimología
Etimológicamente el nombre genérico Austrolebias se construye con las palabras Austro: 'austral' y Lebias: un taxón de pequeños peces. El epíteto específico cheffei es un epónimo que refiere al apellido de la persona a quien fue dedicada, el ictiólogo Morevy Moreira Cheffe, en agradecimiento por su contribución al conocimiento de los peces rivulinos del sur de Brasil, en especial los del “grupo de especies Austrolebias adloffi”.

## Caracterización y relaciones filogenéticas
Austrolebias cheffei pertenece al “grupo de especies Austrolebias adloffi”. Se distingue de las otras especies del clado por los siguientes rasgos en el patrón de coloración del macho: aleta dorsal de color verde amarillento o azul amarillento, con barras anchas de color negro a marrón oscuro que se extienden desde la base hasta la parte media de las aletas dorsal y anal. Es una especie pequeña, ya que tanto los machos como las hembras alcanzan hasta 33,1 mm de longitud estándar.
De acuerdo al resultado de análisis filogenéticos de los datos de secuencias del ADN mitocondrial (cytb), esta especie forma un clado con A. lourenciano, conjunto el cual a su vez está estrechamente relacionado con “A. aff. minuano 1”, una especie no descrita que habita en la margen oriental de la laguna dos Patos.

## Distribución y hábitat
Austrolebias cheffei es endémica del este del estado de Río Grande del Sur, en el sur de Brasil. Habita en pantanos temporarios (menores a 1 ha) en llanuras aluviales del curso inferior de la cuenca del río Camaquã, situado en la parte occidental del sistema de la laguna de los Patos, la cual descarga en el océano Atlántico sudoccidental.
El hábitat cuenta con profundidades inferiores a los 60 cm, exhibiendo alta densidad de vegetación acuática que crece a plena luz solar, en el borde de la selva en galería o en pequeñas piscinas en su interior. Estos humedales se secan entre noviembre y diciembre (fines de la primavera o principios del verano) y se inundan nuevamente entre abril y mayo (a principios del otoño), sin embargo, las variación en la frecuencia e intensidad de las precipitaciones produce ciertas disparidades en las fechas en que ocurren los procesos de desecamiento y llenado del biotopo.
Ecorregionalmente esta especie es exclusiva de la ecorregión de agua dulce laguna dos Patos.

## Conservación
Los autores recomendaron que, según los lineamientos para discernir el estatus de conservación de los taxones —los que fueron estipulados por la organización internacional dedicada a la conservación de los recursos naturales Unión Internacional para la Conservación de la Naturaleza (IUCN)—, en la obra Lista Roja de Especies Amenazadas, Austrolebias cheffei sea clasificada como una especie “en peligro crítico” (CR).